# Wyrostki twarzowe
Wyrostki twarzowe (łac. coni genales) – wyrostki występujące wyłącznie na głowie niektórych koliszków.
Wyrostki twarzowe powstają z części policzkowej. Charakteryzują się dużą zmiennością kształtów i rozmiarów. Wyrostki te są prawdopodobnie dodatkowym narządem dotykowym, którego wytworzenie związane było z przesunięciem aparatu gębowego do tyłu.
Wyrostki te obecne są u prawie wszystkich gatunków z rodzin: Psyllidae, Triozidae i Spodyliaspidae. Brak ich u Aphalaridae, Carsidaridae i Liviidae.